# Bad Liebenzell
Bad Liebenzell település Németországban, azon belül Baden-Württembergben. Lakosainak száma 9829 fő (2023. december 31.). Bad Liebenzell Calw, Althengstett, Simmozheim, Weil der Stadt, Neuhausen, Unterreichenbach, Schömberg és Oberreichenbach községekkel határos.

## Népesség
A település népessége az elmúlt években az alábbi módon változott:  
| Lakosok száma | 4996 | 5843 | 5985 | 6375 | 6986 | 9129 | 9483 | 9467 | 8779 | 9829 |
|               | 1961 | 1968 | 1974 | 1981 | 1987 | 1994 | 2000 | 2007 | 2013 | 2023 |